# Блинков, Иван Григорьевич
Блинков Иван Григорьевич (5 апреля 1903 — 6 апреля 1984) — советский деятель военно-морского флота, контр-адмирал (18 февраля 1958).

## Биография
Родился 5 апреля 1903 г. в г. Инсар Пензенской губернии Российской империи. По национальности русский.
В 14 лет, окончив школу, завербовался землекопом на строительство Мурманской железной дороги.
С мая 1918 г. в РККА боец отряда ЧОН при Инсарском уездном ЧК, участвовал в Гражданской войне в России. С августа 1919 г. Инсарского уездного п/отдела при уездной милиции. С августа 1921 г. в запасе.
С октября 1926 г. по комсомольской путёвке в ВМФ ученик-радист электроминной школе Управления образования Морских сил Балтийского моря. С апреля 1927 г. краснофлотец штрафной роты Балтийского флотского экипажа. С августа по декабрь 1928 г. обучался на курсах командиров запаса при Балтийском флотском экипаже, после чего был направлен старшиной, а затем главным боцманом эсминца «Рыков». С октября 1930 г. по ноябрь 1932 г. проходил обучение в параллельных классах при Военно-морском училище им. М. В. Фрунзе. В 1931 г. вступил в ВКП(б). С ноября 1932 г. командир группы Военно-морского училища им. М. В. Фрунзе. С ноября 1934 г. по июнь 1935 г. обучался в минном секторе Специальных курсах командного состава ВМС РККА, после чего был направлен руководителем этих курсов. С октября 1935 г. преподаватель ВМУ им. М. В. Фрунзе. С февраля 1938 г. начальник отделения, с августа 1938 г. начальник 3-го отдела, а с ноября 1939 г. начальник 1-го отдела Управления военно-морских учебных заведений ВМФ.

### Великая Отечественная война
Начало Великой Отечественной войны встретил в прежней должности. В июле 1941 г. назначен заместителем начальника штаба Морской обороны Ленинграда и с января 1943 г. находился в распоряжении Управления кадров ВМФ СССР. С марта 1943 г. начальник организационно-мобилизационного отдела штаба Волжской военной флотилии. Из наградного листа (1943): «Исключительно трудолюбивый и инициативный офицер. В течение 1943 года во время коренной реорганизации ВВФ, проведенной в разгар боевых действий, обеспечил четкое и своевременное проведение всех оргмероприятий. Умелым руководством обеспечил быстрое распределение и организационное оформление сотен кораблей, поступивших в Волжскую военную флотилию по мобилизации от народного комиссариата речного флота. По личной инициативе т. Блинкова на флотилии созданы корабли ПВО, уже показавшие свои хорошие тактико-технические данные для прикрытия движений нефтекатеров». С ноября 1943 г. начальник 3-го отдела (организационно-мобилизационного) штаба Днепровской военной флотилией. Из наградного листа (1945): «…При проведении наступательных операций флотилии на р. Березина и на р. Припять, несмотря на большую протяженность коммуникаций флотилии, организовал бесперебойное снабжение всеми видами материально-технического обеспечения соединений и частей флотилии, чем содействовал успешному выполнению оперативно-боевых задач флотилии, действовавшей при поддержке войск 1-го Белорусского фронта». С января 1945 г. командир Пинской военно-морской базы.

### Послевоенная служба
С мая 1945 г. начальник оперативного отдела — заместитель начальника штаба Днепровской военной флотилии, с августа 1945 г. в распоряжении командующего Днепровской военной флотилии. С ноября 1945 г. старший преподаватель кафедры торпедного оружия Высшего военно-морского училища им. М. В. Фрунзе. С ноября 1947 г. начальник организационного отдела Управления военно-морских учебных заведений ВМС. С марта 1950 г. заместитель начальника Управления по строевой части. С июня 1951 г. начальник Управления подготовки и комплектования Главного организационного управления Морского генерального штаба. С апреля 1953 г. начальник отдела подготовки матросского и старшинского состава. С мая 1958 г. начальник подготовки и комплектования ВМФ Главного штаба ВМФ. С июля 1963 г. в распоряжении главнокомандующего ВМФ СССР.
С 19 сентября 1963 г. в отставке по болезни.
Умер 6 апреля 1984 г. в Москве. Похоронен на Кунцевском кладбище.

## Воинские звания
Капитан 2 ранга
Капитан 1 ранга — 1945
Контр-адмирал — 18.02.1958

## Награды
Орден Ленина (20.06.1949);
Орден Красного Знамени (03.11.1944,03.11.1953);
Орден Отечественной войны I степени (02.08.1944);
Орден Красной Звезды (16.09.1943);
Знак Почета (10.06.1939);
Медаль «XX лет РККА» (1938);
Медаль «За оборону Ленинграда» (1942);
Медаль «За взятие Берлина» (1945);
Медаль «За освобождение Варшавы» (1945);
Медаль «За победу над Германией в Великой Отечественной войне 1941—1945 гг.» (09.05.1945);
Именное оружие (1953).